# Calleulype leechi
Calleulype leechi là một loài bướm đêm trong họ Geometridae.